# Франклін (округ Мілвокі, Вісконсин)
Франклін (англ. Franklin) — місто (англ. city) в США, в окрузі Мілвокі штату Вісконсин. Населення — 36 816 осіб (2020).

## Географія
Франклін розташований за координатами 42°53′2″ пн. ш. 88°0′42″ зх. д. / 42.88389° пн. ш. 88.01167° зх. д. (42.883879, -88.011548).  За даними Бюро перепису населення США в 2010 році місто мало площу 89,84 км², з яких 89,57 км² — суходіл та 0,27 км² — водойми.

## Демографія
Згідно з переписом 2010 року, у місті мешкала 35 451 особа в 13 642 домогосподарствах у складі 9351 родини. Густота населення становила 395 осіб/км².  Було 14356 помешкань (160/км²).
Расовий склад населення:
| - 87,1 % — білих - 5,4 % — азіатів - 4,9 % — чорних або афроамериканців - 0,4 % — корінних американців |

До двох чи більше рас належало 1,5 %. Частка іспаномовних становила 4,5 % від усіх жителів.
За віковим діапазоном населення розподілялося таким чином: 21,6 % — особи молодші 18 років, 65,0 % — особи у віці 18—64 років, 13,4 % — особи у віці 65 років та старші. Медіана віку мешканця становила 41,5 року. На 100 осіб жіночої статі у місті припадало 104,4 чоловіків;  на 100 жінок у віці від 18 років та старших — 104,5 чоловіків також старших 18 років.
Середній дохід на одне домашнє господарство  становив 91 493 долари США (медіана — 73 148), а середній дохід на одну сім'ю — 109 569 доларів (медіана — 92 467). Медіана доходів становила 62 508 доларів для чоловіків та 50 548 доларів для жінок. За межею бідності перебувало 6,1 % осіб, у тому числі 6,0 % дітей у віці до 18 років та 4,3 % осіб у віці 65 років та старших.
Цивільне працевлаштоване населення становило 17 090 осіб. Основні галузі зайнятості: освіта, охорона здоров'я та соціальна допомога — 25,6 %, виробництво — 14,6 %, науковці, спеціалісти, менеджери — 11,4 %, фінанси, страхування та нерухомість — 11,1 %.